# 拉蒙·卡拉巴洛
拉蒙·卡拉巴洛·桑切斯（西班牙語：Ramón Caraballo Sánchez，1969年5月23日—），多明尼加籍前美國職棒大聯盟內野手，主要守備位置是二壘手；投球的慣用手是右手，打擊則是左右開弓。他曾經在大聯盟打了2個球季；1993年效力於亞特蘭大勇士隊，1995年則是聖路易紅雀隊。1997年，卡拉巴洛曾短暫到台灣打球，加入中華職棒統一獅隊，使用的登錄名為「羅漢」。

## 職業生涯

### 亞特蘭大勇士
1988年4月10日，卡拉巴洛以業餘自由球員身分與亞特蘭大勇士隊簽約。他在美國職棒小聯盟時期展現出色的盜壘能力。1990年，卡拉巴洛在1A的伯靈頓勇士隊單季盜壘41次；隔年升上高階1A的德罕公牛隊更上一層樓，跑出53次盜壘成功。1992年，他分別效力2支球隊；在2A格林維爾勇士隊繳出打擊率3成12的成績，而3A里奇蒙勇士隊的打擊率則是2成81。
1993年9月9日，24歲的卡拉巴洛首度升上大聯盟；9局上半接替隊友席德·布里姆上場代跑，但沒有打擊機會。他在新人球季出賽6場，不是代跑就是接替二壘守備，沒有任何打席數。1994年，卡拉巴洛整季都待在小聯盟。11月28日，勇士隊將他交易到聖路易紅雀隊，換得一名日後指定球員；12月9日，紅雀隊再將小聯盟球員阿爾多·佩科里利（Aldo Pecorilli）送到勇士隊，完成這筆球員交易。

### 聖路易紅雀
交易到聖路易後，卡拉巴洛迎來生涯首場大聯盟先發。1995年6月23日，紅雀隊主場應戰費城費城人隊，他擔任第8棒二壘手。2局下半面對先發投手柯特·席林敲出生涯首支安打；6局下半，先選到四壞球保送上壘，在隊友的掩護下奔回本壘得分；終場紅雀隊以7比1擊敗費城人隊。6月29日，紅雀隊客場遭遇芝加哥小熊隊；6局上半，雙方1比1平手時，卡拉巴洛從凱文·福斯特手中一棒轟出右外野方向陽春全壘打；這支全壘打幫助球隊以6比4獲勝，也是勝利打點。球季結束後，他成為自由球員。卡拉巴洛在紅雀隊出賽34場，繳出打擊率2成02、全壘打2支和打點3分的成績。

### 統一獅
1997年，卡拉巴洛還到台灣打球，效力中華職業棒球大聯盟的統一獅隊，使用的登錄名為「羅漢」。當時獅隊前4棒分別是羅偉、羅國璋、羅得和羅敏卿，球迷稱呼「四羅」為「羅家班」；「羅漢」加入後，也被視為羅家班一員。7月3日，他首度在中職出賽面對味全龍隊，代打賀亮德擊出一支三壘安打；兩隊鏖戰10局，最終以8比8握手言和。雖然中職首戰就擊出安打，但當時獅隊陣中已有羅偉、羅得與賀亮德3名極具攻擊力的外籍打者，卡拉巴洛的上場空間受到壓縮，打擊率一度低到只有2成34。
9月6日，獅隊一日兩戰；第1場對上三商虎隊的比賽，他在4個打數敲出3支安打，演出中職首次猛打賞；可惜獅隊以3比4落敗。第2場則遭遇時報鷹隊，卡拉巴洛砲轟先發投手羅飛，揮出在中職唯一的全壘打；該場比賽他5個打數擊出4支安打，帶領球隊以5比1取勝，賽後也獲選單場最有價值球員。10月7日，卡拉巴洛在台灣的最後一場比賽；面對三商虎隊投手，3個打數擊出1支二壘安打，有1次四壞球保送；終場獅隊以4比0完封虎隊。他在獅隊出賽38場，留下打擊率3成24、全壘打1支和打點16分的成績。

## 教練生涯
2012年起，卡拉巴洛開始在小聯盟新人聯盟中多明尼加夏季聯盟的多明尼加夏季聯盟金鶯隊擔任打擊教練。

## 職棒生涯成績
美國職棒成績：
| 年度 | 球隊 | 場次 | 打席 | 打數 | 得分 | 安打 | 二壘打 | 三壘打 | 全壘打 | 打點 | 盜壘 | 四壞 | 三振 | 打擊率 | 上壘率 | 長打率 |
| 1993 | ATL  | 6    | 0    | 0    | 0    | 0    | 0      | 0      | 0      | 0    | 0    | 0    | 0    | –      | –      | –      |
| 1995 | STL  | 34   | 110  | 99   | 10   | 20   | 4      | 1      | 2      | 3    | 3    | 6    | 33   | .202   | .269   | .323   |
| 2年  | 2年  | 40   | 110  | 99   | 10   | 20   | 4      | 1      | 2      | 3    | 3    | 6    | 33   | .202   | .269   | .323   |

中華職棒成績：
| 年度 | 球隊 | 場次 | 打席 | 打數 | 得分 | 安打 | 二壘打 | 三壘打 | 全壘打 | 打點 | 盜壘 | 四壞 | 三振 | 打擊率 | 上壘率 | 長打率 |
| 1997 | 統一 | 38   | 123  | 105  | 23   | 34   | 8      | 3      | 1      | 16   | 8    | 14   | 14   | .324   | .418   | .486   |
| 1年  | 1年  | 38   | 123  | 105  | 23   | 34   | 8      | 3      | 1      | 16   | 8    | 14   | 14   | .324   | .418   | .486   |

## 外部連結
- 拉蒙·卡拉巴洛在美國職棒官網（英语）
- 拉蒙·卡拉巴洛在中華職棒官網
- 拉蒙·卡拉巴洛在Baseball-Reference.com（大聯盟）（英语）
- 拉蒙·卡拉巴洛在Baseball-Reference.com（小聯盟以及海外聯盟）（英语）
- 拉蒙·卡拉巴洛在ESPN（MLB）（英语）
- 拉蒙·卡拉巴洛在FanGraphs.com（英语）
- 拉蒙·卡拉巴洛在Retrosheet（英语）